# 마늘가루
마늘가루는 탈수된 마늘에서 추출한 향신료로, 요리에 맛을 더하기 위해 사용된다. 마늘가루를 만드는 과정은 마늘을 건조하고 탈수시킨 다음, 생산 규모에 따라 기계나 가정용 기구를 사용하여 가루로 만든다. 마늘가루는 일반적인 배합 향신료의 구성 요소이다. 또한 일반적인 양념 소금의 구성 요소이기도 하다.

## 생산

### 재배
두 종류의 마늘 종이 있다: 연질 목 마늘 (Allium sativum sativum)과 경질 목 마늘 (Allium sativum ophioscorodon). 경질 목 마늘 품종은 연질 목 마늘보다 매콤하고 다른 마늘 줄기보다 더 복잡한 맛으로 특징지어지는 더 많은 맛이 있다고 믿어진다. 경질 목 마늘은 광범위한 춘화 처리 시간으로 인해 추운 날씨에 잘 자라지만, 연질 목 마늘은 따뜻한 기후에서 더 잘 자라는 것 같다. 경질 목 마늘과 연질 목 마늘을 구별하는 것은 꽃줄기의 존재를 통해 이루어진다. 마늘가루로 가장 흔하게 사용되는 마늘 종은 연질 목 마늘 품종이다. 덜 복잡한 냄새와 맛 때문에 연질 목 마늘 종은 요리의 고명이나 향신료로 더 적합하며 경질 목 마늘 품종보다 저장 수명이 길다.
마늘 쪽은 충분한 햇빛이 드는 곳에 가을 중순에 심을 때 잘 자란다. 열대 지역에서는 가을에 심어 초여름에 성숙하고, 더 추운 지역에서는 늦은 가을에 심어 늦은 여름에 수확할 때 마늘이 가장 성공적으로 자란다. 큰 비늘줄기를 쪼개어 약 4-6인치 간격으로 3인치 깊이로 흙에 뾰족한 부분이 위를 향하게 심는다. 연질 목 마늘과 경질 목 마늘은 똑같이 심지만, 연질 목 마늘은 더 따뜻한 기후에 더 적합하다.
마늘은 분해를 막는 동시에 껍질 내 각 비늘줄기의 성장을 극대화하기 위해 특정 시기에 수확해야 한다. 푸른 마늘은 쪽이 성숙하기 전에 수확했음을 나타내고, '부드러운' 마늘은 완전히 발달한 수확 마늘에 주어진 용어이며, 캐러멜화된 모습으로 손상된 마늘은 너무 늦게 수확하여 서리의 결과이다. 잎이 노랑색으로 변하면 수확을 시작할 수 있다.

### 제조

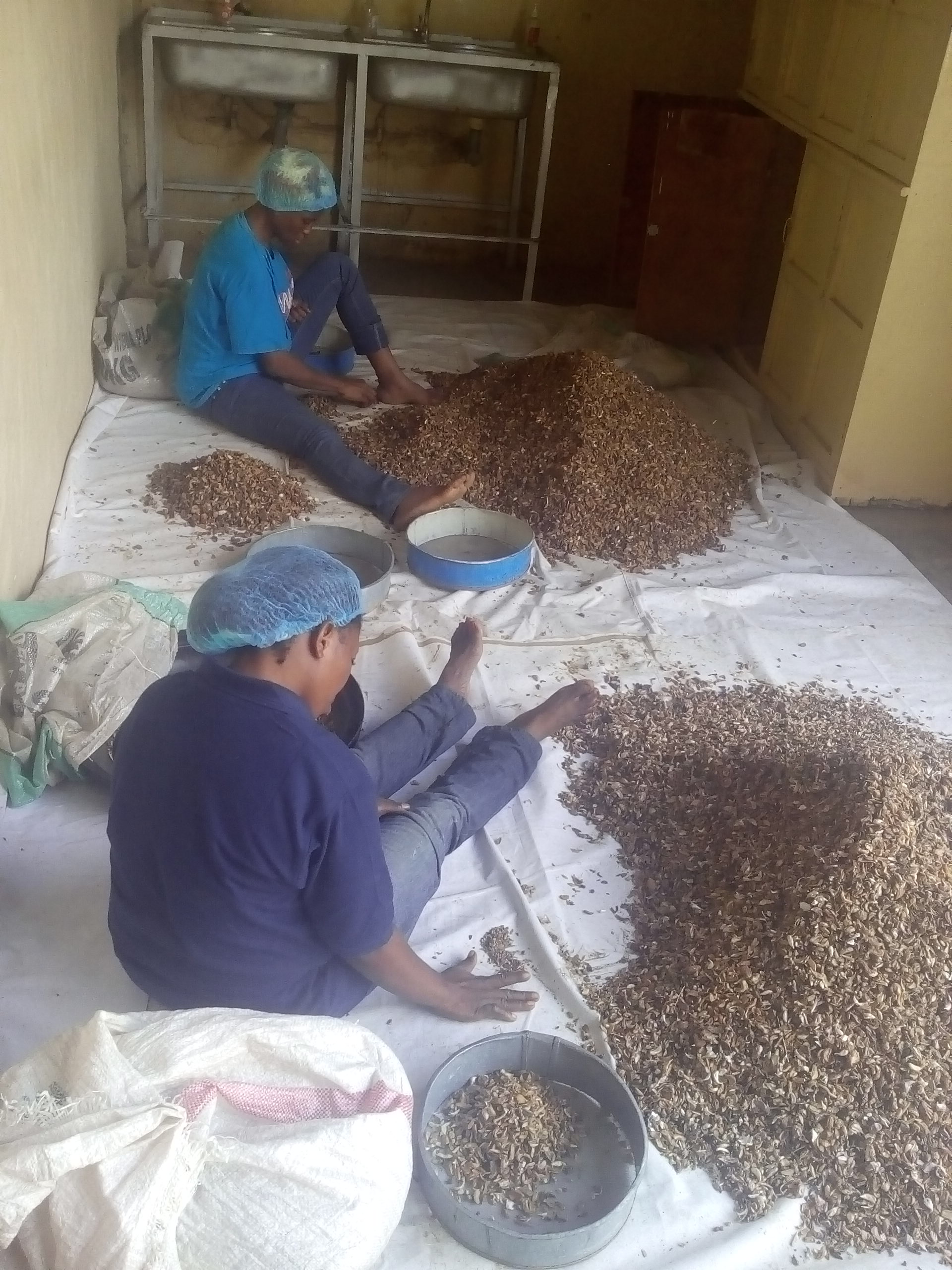
마늘가루로 갈기 위해 말린 마늘 꼬투리를 분류하는 여성들

마늘 쪽을 껍질을 벗기고 썬다. 대부분의 경우 마늘은 온도를 150 and 160 °C (302 and 320 °F) 사이로 가열한다. 수분 (물)은 약 6.5%까지 제거된다. 탈수된 마늘은 가루가 원하는 입자 크기로 줄어들 때까지 추가로 썰거나 잘게 다지거나 다진다.
대규모 마늘가루 제조는 마늘 비늘줄기 추출부터 최종 가루 포장에 이르기까지 다양한 단계를 포함한다. 원료 마늘을 수확한 후, 압력을 사용하여 마늘 껍질을 제거하고 쪽을 분리한다. 마늘은 역사적인 방법과 새로 개발된 방법을 모두 사용하여 탈수된다. 세계 여러 곳에서 자연의 햇볕과 바람과 같은 자연적인 요소로 음식의 물을 증발시키는 오래된 방법이 여전히 사용되는 반면, 새로운 기술은 진공건조와 동결 건조와 같은 더 유연하고 경제적으로 실행 가능한 절차를 가능하게 했다. 마늘 쪽이 건조되고 탈수되면 대규모 기계와 분쇄 장치를 사용하여 가루로 만든다.
밀링은 회전식 절단을 통해 물질을 분해하기 위해 기계적인 작용을 사용하는 과정이다. 분말 가공은 일반적으로 첨가제를 포함하고 대량으로 이루어지므로 밀링 공정은 재료를 공급업체에 필요한 크기로 분해한다. 밀링은 탈응집부터 미세 분쇄까지 일련의 단계를 거칠 수 있다. 네 가지 구성 요소에는 덩어리 제거기, 원추형 밀, 해머 밀 및 미세 연삭기가 포함된다. 마늘가루 산업은 대규모 생산을 진행하기 위해 밀링 기계를 사용한다. 기계의 통합 시스템은 공급 및 계량, 체질, 이송 및 집진으로 구성된다. 마늘가루를 만드는 과정에서 사용되는 또 다른 주요 기계는 진공 식품 탈수기로, 색상, 냄새 및 맛을 손상시키지 않고 채소에서 모든 수분 (물)을 제거한다. 동결 건조는 진공 건조기의 대안으로 마늘 산업에서도 사용된다.
인도에서는 연간 300 미터톤의 마늘가루 생산 규모로 기계를 작동하고 생산 단위를 감독하는 데 필요한 인력은 12명이다. 이러한 규모의 생산을 위한 추정 인력은 능력 있는 작업자 2명, 준숙련 작업자 2명, 보조원 8명 정도이다.

### 지역
전 세계적으로 약 300종의 마늘이 생산된다. 마늘 시장 지역은 북미, 유럽 및 아시아 태평양을 포함한다. 가장 많은 양의 마늘을 생산하는 중화인민공화국 내에는 산둥성, 허난성, 장쑤성, 윈난성 및 허베이성을 포함하여 마늘이 재배되는 다섯 가지 주요 성이 있다. 연질 목 품종은 겨울이 온화한 따뜻한 기후에서 잘 자라는 경향이 있으므로 중국의 성들은 마늘가루 수확 및 제조에 적합하다.

### 시장
마늘가루 시장은 원료, 포장, 최종 사용 및 유통 채널에 따라 여러 부문으로 나눌 수 있다. 마늘가루 산업의 주요 시장 참여자는 맥코믹 & 컴퍼니, 가를리코, 매스터푸즈, 그리고 아마존과 같은 세계에서 가장 유명한 제조업체 및 공급업체를 포함한다.
중국은 마늘가루의 최대 생산국이며, 그 다음은 인도이다. 두 나라 모두 자국 요리의 일부로 마늘가루를 소비하며 국내에 수백 개의 자체 공급업체가 있다.

## 사용

### 역사
마늘의 정확한 기원에 대한 의문은 여전히 남아 있지만, 중앙아시아, 남아시아 또는 남서부 시베리아에서 유래한 것으로 믿어진다. 마늘은 이탈리아와 남프랑스에서 야생으로 자라지만, 주로 중화인민공화국에서 재배되며, 연간 2,000만 미터톤의 마늘을 생산한다 (전체 생산량의 80%). 마늘은 수천 년 동안 사용되어 왔으며 약용 용도부터 요리 및 영적 관행에 이르기까지 다양한 목적을 수행해왔다. 마늘의 영양 성분은 인간의 사용에 많은 이점을 제공하며 광범위한 목적을 제공한다.

### 요리 용도
고대사 시대부터 아시아에서 음식으로서 마늘 사용이 시작되었다. 마늘은 수세기 동안 전체 식품으로, 그리고 풍미를 더하는 성분으로 사용되어 왔다. 마늘은 가루, 기름, 소금과 같은 바이오 제품을 만들기 위해 여러 가지 방법으로 조작되어 음식의 영양과 풍미를 향상시킬 수 있다.

### 보관
보관 조건에 따라 마늘가루는 일반적으로 4년까지 좋은 상태를 유지한다. 제조된 마늘가루에는 풍미와 질감 측면에서 가루가 최상의 상태로 유지될 기간을 추정하기 위해 ‘최적 사용 기한’이 인쇄되어 있다. 가루가 뭉치는 것을 방지하기 위해 마늘가루는 서늘하고 건조한 곳에 보관해야 한다. 수분 (물)이나 열에 노출되면 제품이 굳거나 뭉칠 수 있다.
생마늘은 통으로 최대 반년 동안, 껍질 벗기지 않은 쪽은 최대 한 달 동안 신선한 상태로 유지되지만, 탈수된 마늘은 몇 년 동안 보관할 수 있다.

## 구성 및 영양
마늘가루는 탄수화물 73%(식이 섬유 9% 포함), 단백질 17%, 지방 1%, 물 6%로 구성되어 있다. 100 그램 참조량에서 마늘가루는 332 칼로리를 제공하며, 비타민 C (일일 권장량 30%), 티아민 (31% DV), 비타민 B6 (147% DV), 그리고 여러 가지 무기 영양소의 풍부한 공급원이다.

## 같이 보기
- 셀러리 가루
- 마늘 기름
- 양파가루
- 마늘 소금
- 향신료